# Liste der Monuments historiques in Bailly-le-Franc
Die Liste der Monuments historiques in Bailly-le-Franc führt die Monuments historiques in der französischen Gemeinde Bailly-le-Franc auf.

## Liste der Immobilien
| Bezeichnung                          | Beschreibung                                                    | Standort           | Kennzeichnung | Schutzstatus | Datum | Bild           |
| ------------------------------------ | --------------------------------------------------------------- | ------------------ | ------------- | ------------ | ----- | -------------- |
| Kirche Exaltation-de-la-Sainte-Croix | Fachwerkkirche mit Vorhalle, Anfang des 16. Jahrhunderts erbaut | Rue du Pont (Lage) | PA00078026    | Inscrit      | 1926  | weitere Bilder |

## Liste der Objekte
| Bezeichnung             | Beschreibung                                 | Standort                                           | Kennzeichnung | Schutzstatus | Datum | Bild |
| ----------------------- | -------------------------------------------- | -------------------------------------------------- | ------------- | ------------ | ----- | ---- |
| Sessel                  | Holz, Stoff, 18. Jahrhundert; Bezug erneuert | in der Kirche Exaltation-de-la-Sainte-Croix (Lage) | PM10000119    | Classé       | 1977  |      |
| Kirchenfenster Pietà    | aus dem 16. Jahrhundert                      | in der Kirche Exaltation-de-la-Sainte-Croix (Lage) | PM10000117    | Classé       | 1913  |      |
| Skulptur Heilige Helena | Holz, farbig gefasst, 16. Jahrhundert        | in der Kirche Exaltation-de-la-Sainte-Croix (Lage) | PM10000118    | Classé       | 1960  |      |